# OAK (Luftfahrtkonzern)
OAK (russisch Объединённая Авиастроительная Корпорация, Objedinjonnaja Awiastroitelnaja Korporazija; englisch United Aircraft Corporation (UAC)) ist ein russisches Luftfahrtkonsortium, das aus den größten Flugzeugherstellern Russlands, Suchoi, Mikojan-Gurewitsch, Tupolew, Iljuschin und Irkut (Berijew und Jakowlew) besteht. Per Dekret des russischen Präsidenten wurden 92 Prozent der Anteile im Oktober 2018 an Rostec übergeben.

## Entstehungsgeschichte
OAK wurde im Februar 2006 per Dekret des Präsidenten der Russischen Föderation, Wladimir Putin, gegründet. Die erste Phase der Unternehmenskonzentration wurde im Herbst 2006 abgeschlossen. Seitdem ist OAK (deutsch „Vereinigtes Flugzeugbaukonsortium“) das größte Luftfahrtkonsortium, das jemals in Russland existierte, selbst im Vergleich zur Luftfahrtindustrie der damaligen Sowjetunion. Viele der in der sowjetischen staatlichen Luftfahrtindustrie ab den 1930er Jahren existierenden Experimental-Konstruktionsbüros  beziehungsweise deren Herstellerwerke sind nun Teil von OAK: Das Unternehmen umfasst unter anderem Irkut in Irkutsk mit dem darin integrierten Jakowlew, Iljuschin/WASO in Woronesch, Tupolew mit Produktion in Kasan, Suchoi in Komsomolsk am Amur und Nowosibirsk, Mikojan-Gurewitsch in Nischni Nowgorod, Mjassischtschew, Berijew aus Taganrog sowie Aviastar-SP mit Sitz in Uljanowsk.
Ab September 2006 hielt OAK einen Kapitalanteil von fünf Prozent am europäischen Luftfahrtkonzern Airbus Group. Dabei handelte es sich um den von der staatlichen russischen Bank VTB aufgekauften ehemaligen 20-Prozent-Anteil der British Aerospace an Airbus. Damit sollte Irkut ein Joint Venture mit der Airbus Group ermöglicht werden. Die Airbus Group besaß ihrerseits bereits eine 10-Prozent-Beteiligung an Irkut. Das Joint-Venture von Airbus für die Berijew Be-200 wurde 2016 aufgelöst.

## Geschichte
Mit der Gründung von OAK wurden mehrere wirtschaftsstrategische Ziele verfolgt. OAK sollte unter der englischen Bezeichnung United Aircraft Corporation auf dem internationalen Markt in schärferen Wettbewerb mit westlichen Flugzeugherstellern treten, insbesondere dem amerikanischen Flugzeughersteller Boeing sowie der Airbus Group, und damit bis zum Jahr 2025 zum weltweit drittgrößten Flugzeughersteller aufsteigen. Hierzu war es zunächst notwendig, kurzfristig die mit einer Fusion verbundenen Synergieeffekte zu nutzen und das Einsparungspotenzial in der russischen Luftfahrtindustrie zu erhöhen, da OAK insbesondere in günstigeren Preisen einen entscheidenden Wettbewerbsvorteil sah.
Ziel war unter anderem die Entwicklung und Serienfertigung des Regionalflugzeugs Suchoi Superjet 100 sowie des Mittelstreckenflugzeugs Irkut MS-21, einem Kooperationsprojekt von Irkut, Iljuschin und Tupolew. Außerdem war auch von der Airbus Group beabsichtigt, die von Airbus entwickelte und produzierte Airbus-A320-Familie in Lizenz von Irkut fertigen oder zu Frachtern umbauen zu lassen. Dabei wurde in Journalistenkreisen vermutet, dass die Lizenz ausschließlich zur Bedarfsdeckung auf dem russischen Luftverkehrsmarkt erteilt werden soll. Als Bedarfsträger kommt hier insbesondere der russische Flag-Carrier Aeroflot in Betracht, der verschiedene Airbus-Muster in seine Flotte integriert hat. Sowohl die MS-21 als auch die beabsichtigte Lizenzfertigung des Airbus A320/321 stellten die moderne Alternative zur Tupolew Tu-204 dar, die sich insbesondere wegen der zu hohen Betriebskosten auch nicht am östlichen Markt (u. a. GUS-Staaten) durchsetzen konnte. Im Jahr 2011 wurde die angestrebte Zusammenarbeit zum Umbau von A320-Frachtern abgesagt.
Mangelnde Wirtschaftlichkeit stellt bei Verkehrsflugzeugen aus russischer Produktion das gravierendste Hindernis auf dem Weg zu einer konkurrenzfähigen russischen Zivilluftfahrtindustrie dar. Seit mindestens 2011 und bis mindestens im ersten Halbjahr 2016 schrieb OAK Verluste, im 2015 betrug der Fehlbetrag 109 Milliarden Rubel.
Die staatliche chinesische Commercial Aircraft Corporation of China (COMAC) und OAK gründeten am 22. Mai 2017 das neue Gemeinschaftsunternehmen China-Russia Commercial Aircraft International Co. (CRAIC) zum Bau des Langstreckenflugzeugs CRAIC C929 mit 280 Sitzen und einer Reichweite von 12.000 Kilometern bis 2028.
Anfang Oktober 2019 nannte der Kommersant für die Gesamtverschuldung des Konzerns im August 2019 eine Zahl von 509 Milliarden Rubel. Die Schaffung einer Regionalfluglinie, welche nur russische Flugzeuge betreiben würde, wurde weiterhin diskutiert, um den Verkauf der Flugzeuge von OAK zu fördern.
2022 wurde ein enormes Programm zur Entwicklung der Luftfahrtindustrie entwickelt. Es sah den Bau von 1000 russischen Flugzeugen bis 2030 vor. 2024 wurde die realistische Zahl von Fachleuten einiges geringer geschätzt. Zudem wurden die rein russischen Flugzeuge teurer. Über die Hälfte der Kosten würden vom Staat getragen.

## Sortiment
Das derzeitige Angebot an Flugzeugtypen setzt sich aus dem zusammen, was die diversen russischen Hersteller bisher jeder für sich angeboten hatte. Hierdurch entsteht ein vergleichsweise komplettes Angebot.

### Zivilflugzeuge
- Langstreckenflugzeuge
  - Il-96-300
  - Il-96-400
- Mittelstreckenflugzeuge
  - Tu-204-100 bzw. Tu-214

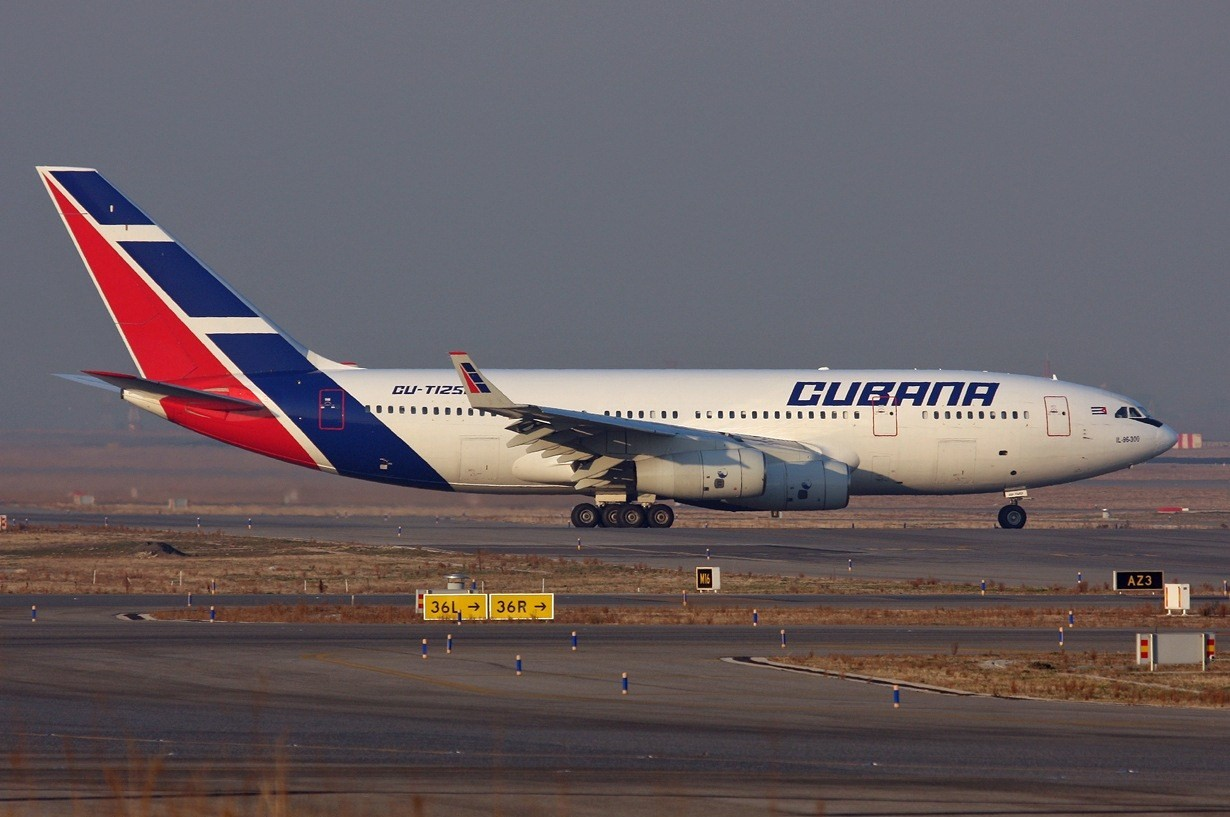
Il-96-300 der Cubana

  - Irkut MS-21 als Nachfolger der Tu-204 in Entwicklung.
- Kurzstreckenflugzeuge
  - Suchoi Superjet 100
  - An-148: 2004 neuentwickelter Hochdecker; ein 2010 eingegangenes Joint-Venture mit dem ukrainischen Hersteller Antonow wurde im September 2015 beendet.[10]
  - Tu-334 (Projekt 2009 eingestellt.)
- Propellerflugzeuge
  - Il-114: sollte ab 1994 die Transportflugzeuge der Typen Antonow An-24 bis An-32 ersetzen. Programm vorübergehend eingestellt, wieder reaktiviert mit neuem Typ IL-114-300, Montage des Prototyps 2019 erfolgt.
  - Il-112: sollen die Transportflugzeuge der Typen Antonow An-24 bis An-32 ersetzen.

### Militärflugzeuge

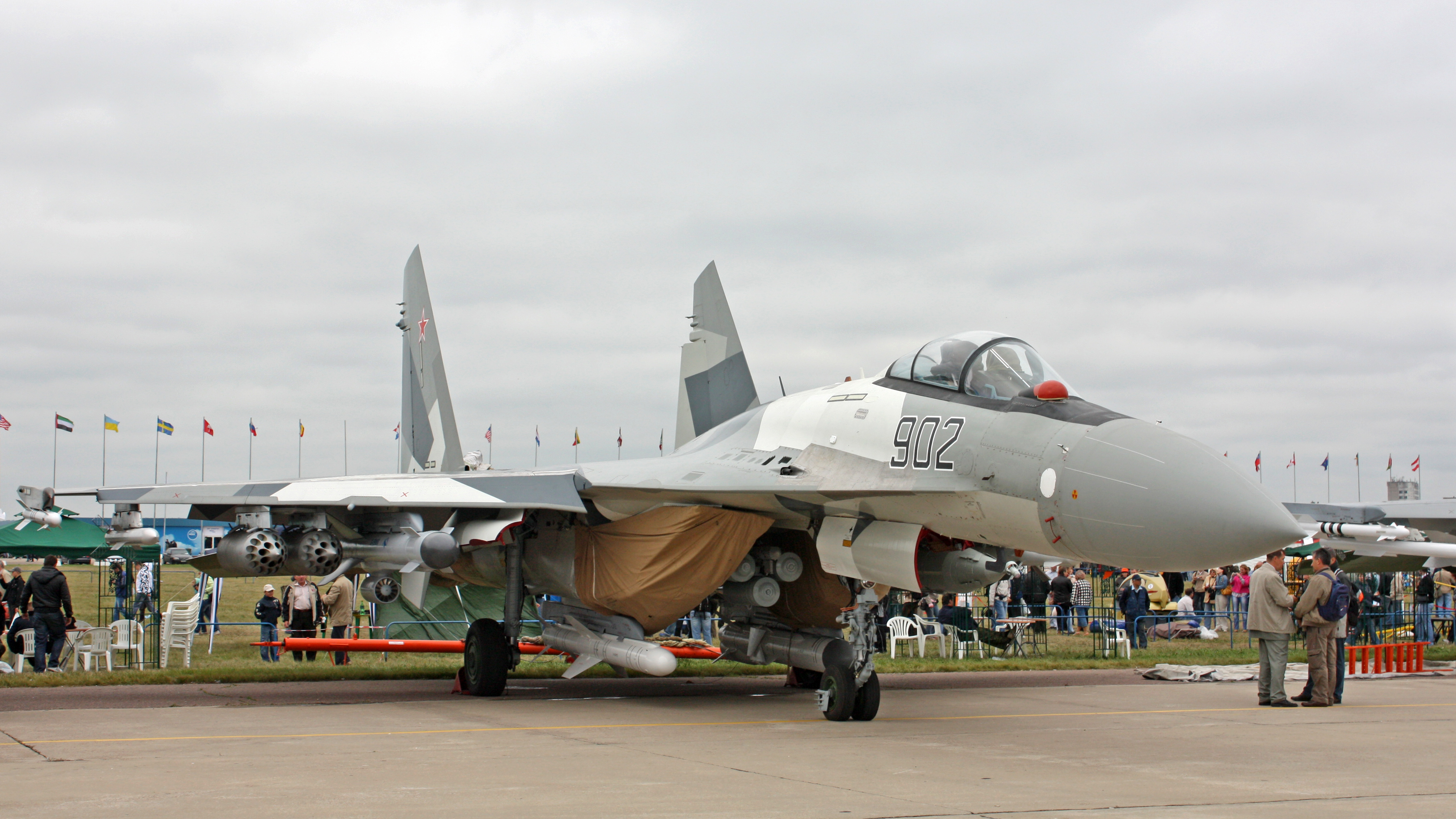
Suchoi Su-35BM auf der MAKS 2009

- Il-76, Transportflugzeug
- Il-78, Tankflugzeug
- Tu-160, Strategischer Bomber
- Kampfflugzeuge
  - MiG-29
  - MiG-35
  - Su-30
  - Su-57
- Jäger
  - MiG-31
  - Su-27
  - Su-35
- Jagdbomber
  - Su-34
  - Su-25

### Transportflugzeuge
- sehr schwer
  - Il-96-400T

- schwer
  - Il-76

- mittel
  - Tu-204C
  - Iljuschin Il-276

- leicht
  - Il-112